# Kenzo Goudmijn
Kenzo Goudmijn (Hoorn, Países Bajos, 18 de diciembre de 2001) es un futbolista neerlandés que juega como centrocampista en el Derby County F. C. de la EFL Championship.

## Trayectoria
El 7 de enero de 2022 se incorporó al Excelsior Róterdam en calidad de cedido hasta el final de la temporada. A este equipo regresó en enero de 2024 en otra cesión. Unos meses después, en julio, abandonó definitivamente el AZ Alkmaar tras fichar por el Derby County F. C.

## Vida personal
Es hijo del exjugador del AZ Kenneth Goudmijn. Through his father, Goudmijn is of Surinamese descent.

## Estadísticas

### Clubes
Actualizado al último partido disputado el 25 de febrero de 2024.
| Club                              | Div.          | Temporada     | Liga  | Liga  | Liga   | Copas nacionales | Copas nacionales | Copas nacionales | Copas internacionales | Copas internacionales | Copas internacionales | Total | Total | Total  |
| Club                              | Div.          | Temporada     | Part. | Goles | Asist. | Part.            | Goles            | Asist.           | Part.                 | Goles                 | Asist.                | Part. | Goles | Asist. |
| --------------------------------- | ------------- | ------------- | ----- | ----- | ------ | ---------------- | ---------------- | ---------------- | --------------------- | --------------------- | --------------------- | ----- | ----- | ------ |
| Jong AZ · Países Bajos            | 2.ª           | 2017-18       | 7     | 1     | 1      | ―                | ―                | ―                | ―                     | ―                     | ―                     | 7     | 1     | 1      |
| Jong AZ · Países Bajos            | 2.ª           | 2018-19       | 31    | 2     | 2      | ―                | ―                | ―                | ―                     | ―                     | ―                     | 31    | 2     | 2      |
| Jong AZ · Países Bajos            | 2.ª           | 2019-20       | 22    | 0     | 2      | ―                | ―                | ―                | ―                     | ―                     | ―                     | 22    | 0     | 2      |
| Jong AZ · Países Bajos            | 2.ª           | 2020-21       | 23    | 4     | 3      | ―                | ―                | ―                | ―                     | ―                     | ―                     | 23    | 4     | 3      |
| AZ Alkmaar · Países Bajos         | 1.ª           | 2018-19       | 1     | 0     | 0      | 0                | 0                | 0                | ―                     | ―                     | ―                     | 1     | 0     | 0      |
| AZ Alkmaar · Países Bajos         | 1.ª           | 2019-20       | 1     | 0     | 0      | 1                | 0                | 0                | 0                     | 0                     | 0                     | 2     | 0     | 0      |
| AZ Alkmaar · Países Bajos         | 1.ª           | 2020-21       | 3     | 0     | 0      | 0                | 0                | 0                | 0                     | 0                     | 0                     | 3     | 0     | 0      |
| Sparta de Róterdam · Países Bajos | 2.ª           | 2021-22       | 11    | 0     | 0      | 1                | 0                | 0                | ―                     | ―                     | ―                     | 12    | 0     | 0      |
| Sparta de Róterdam · Países Bajos | Total club    | Total club    | 11    | 0     | 0      | 1                | 0                | 0                | 0                     | 0                     | 0                     | 12    | 0     | 0      |
| Excelsior Róterdam · Países Bajos | 2.ª           | 2021-22       | 24    | 2     | 1      | ―                | ―                | ―                | ―                     | ―                     | ―                     | 24    | 2     | 1      |
| Excelsior Róterdam · Países Bajos | 1.ª           | 2022-23       | 34    | 4     | 2      | 2                | 0                | 0                | ―                     | ―                     | ―                     | 36    | 4     | 2      |
| Jong AZ · Países Bajos            | 1.ª           | 2023-24       | 1     | 0     | 1      | —                | —                | —                | —                     | —                     | —                     | 1     | 0     | 1      |
| Jong AZ · Países Bajos            | Total club    | Total club    | 84    | 7     | 9      | 0                | 0                | 0                | 0                     | 0                     | 0                     | 84    | 7     | 9      |
| AZ Alkmaar · Países Bajos         | 1.ª           | 2023-24       | 8     | 0     | 0      | 1                | 0                | 0                | 5                     | 0                     | 0                     | 14    | 0     | 0      |
| AZ Alkmaar · Países Bajos         | Total club    | Total club    | 13    | 0     | 0      | 2                | 0                | 0                | 5                     | 0                     | 0                     | 20    | 0     | 0      |
| Excelsior Róterdam · Países Bajos | 1.ª           | 2023-24       | 7     | 0     | 0      | 1                | 0                | 0                | ―                     | ―                     | ―                     | 8     | 0     | 0      |
| Excelsior Róterdam · Países Bajos | Total club    | Total club    | 65    | 6     | 3      | 3                | 0                | 0                | 0                     | 0                     | 0                     | 68    | 6     | 3      |
| Total carrera                     | Total carrera | Total carrera | 173   | 13    | 12     | 6                | 0                | 0                | 5                     | 0                     | 0                     | 184   | 13    | 12     |

## Palmarés

### Títulos internacionales
| Título                                 | Selección           | País       | Año  |
| -------------------------------------- | ------------------- | ---------- | ---- |
| Campeonato de Europa Sub-17 de la UEFA | Países Bajos sub-17 | Inglaterra | 2018 |